# Стефанидовка (Волгоградская область)
Стефани́довка — село в Ольховском районе Волгоградской области, в составе Солодчинского сельского поселения.
Население — 120 чел. (2010)

## История
Согласно Историко-географическому словарю Саратовской губернии, составленному в 1898—1902 годах, Стефанидовка, также Мельникова — деревня Александровской волости Царицынского уезда Саратовской губернии. По сведениям волостного правления основано в 1790-х годах (по сведениям А. А. Зимнюкова — в 1755 году). Второе название Мельникова — по фамилии бывшего помещика. Крестьяне — малороссы. При освобождении крестьяне получили надел 271,25 десятин земли. В 1894 году в деревне имелись земская школа (открыта в 1882 году), водяная мельница, винная лавка, запасный хлебный магазин, усадьба бывшего помещика Мельникова.
С 1928 года — в составе Фроловского района Сталинградского округа (округ ликвидирован в 1930 году) Нижневолжского края (с 1934 года — Сталинградского края). С 1935 года — в составе Солодчинского района Сталинградского края (с 1936 года — Сталинградской области, с 1961 года — Волгоградской области). В 1963 году Солодчинский район был упразднён, село включено в состав Фроловского района. В 1965 году передано Иловлинскому району. В составе Ольховского района — с 1966 года.

## Общая физико-географическая характеристика
Село находится в степной местности, в пределах Приволжской возвышенности, являющейся частью Восточно-Европейской равнины, на правом берегу реки Иловля, при балке Терская, на высоте около 65 метров над уровнем моря. В пойме Иловли сохранились островки пойменного леса. Почвы тёмно-каштановые, в пойме Иловли — пойменные засоленные.
Автомобильной дорогой Стефанидовка связана с селом Солодча. По автомобильным дорогам расстояние до областного центра города Волгоград — 140 км, до районного центра села Ольховка — 38 км, до административного центра сельского поселения села Солодча — 4 км.
Часовой пояс
Стефанидовка, как и вся Волгоградская область, находится в часовой зоне МСК (московское время). Смещение применяемого времени относительно UTC составляет +3:00.

## Население
Динамика численности населения
| 1860 | 1882 | 1891 | 1894 | 1897 | 1911 | 1987 |
| ---- | ---- | ---- | ---- | ---- | ---- | ---- |
| 395  | 478  | 529  | 678  | 529  | 640  | ≈160 |

| 2010 |
| ---- |
| 120  |